# НАТО та ШОС
У 2007 році після засідання глав комітету ШОС та проведення воєнних навчань ряд представників західної преси, одні з найвпливовіших видань виразили незалежно один від одного занепокоєння з цього приводу. Основний зміст даних статей виражав заклопотаність, що до того, чи може ШОС стати прямим конкурентом для США і НАТО, в питанні воєнного контролю в районах Центральної Азії.

## Погляди західних ЗМІ
Редактор вашингтонського видання газети National Interest Ніколас Ґвоздєв в одному зі своїх інтерв'ю зазначив, що воєнної сили ШОС достатньо для того, щоб без допомоги США чи НАТО самостійно контролювати неспокійні регіони в Центральній Азії.
На сторінках газети Washington Post була опублікована стаття, в якій автор виразив стурбованість щодо тих режимів представниками якого є члени ШОС, це, на його думку, може бути небезпечним для загальних цінностей, які притаманні країнам Заходу.
France Press випустили матеріал, в якому було заявлено, що антитерористичні навчання, які проводилися в Челябінській області в Росії, є способом продемонструвати НАТО та США воєнну міць ШОС.
На сторінках газети International Herald Tribune були представлені невтішні роздуми щодо нещодавнього саміту ШОС. Проаналізувавши ситуацію автори зробили висновок, що лідери країн РФ, КНР та Ірану на даному саміті заявили, що їх країни можуть самостійно тримати під контролем Центральну Азію, тому США та НАТО нема потреби надалі бути присутніми в цьому стратегічно важливому та багатому на ресурси регіоні. З усім тим, конкретно про США чи НАТО в виступах саміту не зазначалося. До того ж, на думку видання, Росія висловила свій протест проти наміру НАТО встановити свої установки протиракетної оборони в Польщі та Чехії, зазначивши, що це може загрожувати безпеці Росії.
Британська газета Daily Telegraph порадила країнам Заходу та США звернути свою увагу на амбіції ШОС та його розширення. На саміті, окрім президентів країн-членів організації також були присутні представники Індії, Пакистану, та Монголії. Якщо ж Іран стане повноцінним членом ШОС, то в разі входження на її території військ НАТО може початися воєнне зіткнення з іншими членами ШОС.
Інше відоме британське видання The Times висловлює заклопотаність з приводу одного із рішень саміту, згідно з яким виходить, що ШОС планують закріпити свої воєнні позиції в Афганістані, що їм це необхідніше, ніж США, адже територіально ці регіони набагато ближче. Також були проаналізовані й інші постанови саміту.

## Воєнні вчення ШОС
Перші воєнні вчення ШОС відбулися в 2002 році (сама організація була створена у 2001 році). В них брали участь збройні сили Китаю та Киргизстану. В 2003 році країни-учасниці ШОС, а саме Китай, Росія, Казахстан, Таджикистан, Киргизстан провели свої перші спільні антитерористичні вчення, які отримали назву «Взаємодія-2003». В серпні 2005 року Китай та Росія провели свої перші спільні антитерористичні вчення «Мирна місія 2005» підготовка велася на суші, на морі, та в повітрі. В серпні 2006 року підрозділи сил громадської безпеки Киргизстану та Китаю провели антитерористичні навчання під назвою «Тяньшань-1». У вересні 2006 року збройні сили Китаю та Таджикистану влаштували перші спільні воєнні навчання «Взаємодія-2006». В серпні 2007 року відбулися широкомасштабні антитерористичні вчення всіх країн-членів ШОС «Мирна місія-2007». У липні 2009 року в місті Хабаровськ пройшли спільні вчення збройних сил Росії та Китаю «Мирна місія-2009».  10 вересня в місті Алмати в Казахстані пройшли другі спільні антитерористичні вчення всіх країн-членів ШОС «Мирна місія-2010».  З 24 по 29 серпня 2014 року відбулися антитерористичні вчення всіх країн ШОС в Чжужіхе (автономний район Внутрішня Монголія, Китай) «Мирна місія-2014», наразі вона вважається самою масштабною за всі попередні. 

## Міжнародний Саміт ШОС 2014
11-12 вересня 2014 року в Душанбе, столиці Таджикистану відбувся самі країн-членів ШОС також були запрошені представники країн Ірану, Пакистану та Індії. В ході проведення саміту сторони країн висловили свої наміри та готовність до створення єдиної структури по боротьбі з тероризмом, головна дислокація якого припадає на Афганістан. Після проведення широкомасштабних спільних воєнних навчань «Мирна місія-2014» планується об'єднати зусилля країн-членів ШОС для боротьби проти спільного ворога, а саме «трьох зол»: екстремізм, тероризм, наркоторгівля". Аналізуючи висновки та головні положення саміту щодо цього питання деякі експерти вважають, що це безпосередня заява на свою конкурентоспроможність з НАТО з боку ШОС.
Проте, самі представники ШОС спростовують подібні заяви, вона зокрема наголошують, що ШОС створена суто для забезпечення регіональної безпеки її країн-учасниць, а також для активної співпраці в економічній та культурних сферах. 